# JSON Schema
JSON Schema（JSONスキーマ）は、Json Schema organization によって開発・保守されているスキーマ言語で、JSONデータの構造をJSONそのもので定義するためのもの。